# Eleições estaduais em Alagoas em 2010
As eleições estaduais em Alagoas em 2010 aconteceram em 3 de outubro, como parte das eleições gerais no Brasil. Nesta ocasião, foram realizadas eleições em todos os 26 estados brasileiros e no Distrito Federal. Os cidadãos aptos a votar elegerão o Presidente da República, o Governador e dois Senadores por estado, além de deputados estaduais e federais. Como nenhum dos candidatos a cargos no Executivo (Presidente ou Governador) obtiveram mais da metade do votos válidos, um segundo turno foi realizado no dia 31 de outubro. Na eleição presidencial o segundo turno foi entre Dilma Rousseff (PT) e José Serra (PSDB) com a vitória de Dilma; já em Alagoas o segundo turno foi entre Ronaldo Lessa (PDT) e Teotônio Vilela Filho (PSDB) com a vitória de Teotônio. Segundo a Constituição Federal, o Presidente e os Governadores são eleitos diretamente para um mandato de quatro anos, com um limite de dois mandatos. O Presidente Luiz Inácio Lula da Silva (PT) não pode ser reeleito, uma vez que se elegeu duas vezes, em 2002 e 2006. Já o Governador Teotônio Vilela Filho (PSDB), eleito apenas em 2006, pôde se candidatar à reeleição.
Os principais candidatos ao governo de Alagoas foram o ex-Governador e ex-Presidente Fernando Collor de Mello (PTB), o atual Governador Teotônio Vilela Filho (PSDB) e o ex-Governador Ronaldo Lessa (PDT).

## Campanha
As eleições de 2010 foram marcadas pela polarização entre grupos favoráveis e contra a candidatura do ex-presidente Fernando Collor de Mello. Os partidários deste organizaram o "Collor Já", movimento capitaneado pela Juventude do PTB e pelo prefeito da cidade de Traipu, Marcos Santos. Seus opositores lançaram o movimento "Fora Collor", uma tentativa de trazer novamente à tona o movimento dos caras-pintadas que pediram o impeachment de Collor em 1992. É liderado por integrantes do Movimento de Combate à Corrupção Eleitoral (MCCE) e dez sindicatos e entidades da sociedade civil organizada.
No dia 11 de agosto, ambos os movimentos se encontraram na praça Sinimbú, no centro de Maceió, durante manifestações. A Polícia Militar foi acionada para evitar um confronto entre os dois lados, que trocavam acusações. A PM deteve duas pessoas por desordem, mas elas foram liberadas em seguida. Durante o episódio, o "Fora Collor" denunciou que cada pessoa do "Collor Já" teria recebido 50 reais para segurar faixas a favor do candidato. Os dois indivíduos detidas pela PM admitiram ter recebido 20 reais para ajudar a segurar faixas.
Collor declarou apoio à candidata petista à Presidência, Dilma Rousseff, dizendo ser também apoiado por ela e pelo presidente Luiz Inácio Lula da Silva. O jingle do candidato, que possui o trecho "é Lula apoiando Dilma, é Dilma apoiando Collor" causou grande constrangimento na direção estadual do PT, que indicou o vice na chapa do ex-governador Ronaldo Lessa (PDT). A campanha de Lessa interpelou judicialmente a campanha de Collor para que esta retirasse os nomes de seus aliados do jingle. Em seguida, uma decisão do TRE-AL proibiu Collor de citar os nomes de Lula e de Dilma em suas propagandas eleitorais. Apesar de omitir ambos os nomes na nova versão do jingle, a campanha de Collor deixou implícita a mensagem de que Dilma e Lula o apóiam em Alagoas. "Não adianta, o povo sabe quem tá apoiando quem. O povo tá decidido e vai apoiar também", diz o novo trecho.
No dia 24 de setembro, a primeira pesquisa do Ibope no estado indicou que Lessa estava 1% à frente de Collor e 5% à frente do governador Teotônio Vilela Filho (PSDB). Todos os três candidatos estavam empatados em primeiro lugar, uma vez que a margem de erro do levantamento era de 3% para mais ou para menos. O instituto Gape, pertencente às Organizações Arnon de Mello (complexo de comunicação da família Collor), também divulgou no mesmo dia uma pesquisa de intenção de voto para governador. Segundo essa sondagem, Collor liderava a corrida pelo governo com vantagem de 15% sobre Lessa, enquanto Teotônio conquistou a preferência de apenas 16% do eleitorado. A pesquisa foi contratada por outra empresa da família Collor, o jornal Gazeta de Alagoas. Após a divulgação das pesquisas, o coordenador do MCCE, Adriano Argolo, entrou com representação na Justiça Eleitoral contra o Gape.
De acordo com o jornal O Globo, a divulgação da pesquisa Ibope fez a campanha de Collor alterar sua estratégia. O ex-presidente está focando agora as regiões dominadas pelo tráfico de drogas e com altos índices de criminalidade, ao passo em que descarta sabatinas com setores mais esclarecidos da sociedade, como os universitários.

## Candidatos
A disputa em Alagoas apresentou seis chapas, sendo três delas coligações entre mais de dois partidos:

### Coligação O Povo no Governo
A chapa do PTB é composta por seis partidos: PRB, PTB, PSL, PHS, PMN e PTC.
| Cargo             | Partido | Número | Nome                          |
| ----------------- | ------- | ------ | ----------------------------- |
| Governador        | PTB     | 14     | Fernando Collor               |
| Vice-Governador   | PRB     | -      | Galba Novais                  |
| Senador           | PTB     | 144    | Alvaro Vasconcellos           |
| Primeiro suplente | PTB     | -      | Antonio Paiva                 |
| Segundo suplente  | PHS     | -      | Chicão do PHS                 |
| Senador           | PTB     | 145    | Flavio Emilio                 |
| Primeiro suplente | PTB     | -      | Guilherme Perreira de Lima    |
| Segundo suplente  | PTC     | -      | Carlos Roberto de Lima Soares |

### Coligação Renova Alagoas
A chapa do PRTB é composta por três partidos: PTN, PRTB e PV.
| Cargo             | Partido | Número | Nome               |
| ----------------- | ------- | ------ | ------------------ |
| Governador        | PRTB    | 28     | Jeferson Piones    |
| Vice-Governador   | PRTB    | -      | Eusves Plex        |
| Senador           | PRTB    | 288    | Afonso Lacerda     |
| Primeiro suplente | PRTB    | -      | Marcos da Silva    |
| Segundo suplente  | PRTB    | -      | Lucio de Jesus     |
| Senador           | PRTB    | 287    | Paulo Nunes Calaça |
| Primeiro suplente | PRTB    | -      | Raquel Lima        |
| Segundo suplente  | PRTB    | -      | Alcyonne Pinto     |

### Coligação Frente de Esquerda
A Chapa do PSOL é formada por dois partidos PSOL e PSTU
| Cargo             | Partido | Número | Nome           |
| ----------------- | ------- | ------ | -------------- |
| Governador        | PSOL    | 50     | Mario Agra     |
| Vice-Governador   | PSOL    | -      | Mauricio Dias  |
| Senador           | PSOL    | 500    | Heloisa Helena |
| Primeiro suplente | PSTU    | -      | Padre Eraldo   |
| Segundo suplente  | PSOL    | -      | Afonso Marinho |

### Coligação Frente Popular Por Alagoas
A chapa do PDT é formada por sete partidos: PDT, PT, PMDB, PSDC, PRP, PCdoB e PTdoB.
| Cargo             | Partido | Número | Nome             |
| ----------------- | ------- | ------ | ---------------- |
| Governador        | PDT     | 12     | Ronaldo Lessa    |
| Vice-Governador   | PT      | -      | Joaquim Brito    |
| Senador           | PCdoB   | 654    | Eduardo Bonfim   |
| Primeiro suplente | PCdoB   | -      | Vladimir Barros  |
| Segundo suplente  | PCdoB   | -      | Marivone Ribeiro |
| Senador           | PMDB    | 151    | Renan Calheiros  |
| Primeiro suplente | PMDB    | -      | Fabio Farias     |
| Segundo suplente  | PMDB    | -      | Macedo Ferreira  |

### Coligação Frente Pelo Bem de Alagoas
A chapa do PSDB é formada por sete partidos: PR, 
PP, PSC, PPS, DEM, PSB e PSDB.
| Cargo             | Partido | Número | Nome                  |
| ----------------- | ------- | ------ | --------------------- |
| Governador        | PSDB    | 45     | Teotônio Vilela Filho |
| Vice-Governador   | DEM     | -      | José Thomaz Nonô      |
| Senador           | PP      | 111    | Benedito de Lira      |
| Primeiro suplente | PP      | -      | Daniele Barros        |
| Segundo suplente  | PP      | -      | Maria Cavalcanti      |
| Senador           | PPS     | 234    | José Oliveira Costa   |
| Primeiro suplente | PPS     | -      | Cleyson Ferreira      |
| Segundo suplente  | PPS     | -      | Eliane Agra           |

### Chapa do PCB
| Cargo             | Partido | Número | Nome                    |
| ----------------- | ------- | ------ | ----------------------- |
| Governador        | PCB     | 21     | Tony Cloves Perreira    |
| Vice-Governador   | PCB     | -      | Luciene Maria           |
| Senador           | PCB     | 211    | Diógenes Paes           |
| Primeiro suplente | PCB     | -      | Sergio Soares de Campos |
| Segundo suplente  | PCB     | -      | Olga Alves              |

## Resultado para Governador
Primeiro turno
| Candidato                    | Número | Votos   | Em porcentagem |
| ---------------------------- | ------ | ------- | -------------- |
| Teotônio Vilela Filho (PSDB) | 45     | 534.962 | 39,5%          |
| Ronaldo Lessa (PDT)          | 12     | 394.155 | 29,1%          |
| Fernando Collor (PTB)        | 14     | 389.337 | 28,8%          |
| Mário Agra (PSOL)            | 50     | 18.520  | 1,3%           |
| Tony Cloves (PCB)            | 21     | 8.758   | 0,65%          |
| Jeferson Piones (PRTB)       | 28     | 5.752   | 0,43%          |

Segundo turno
| Candidato                    | Número | Votos         | Em porcentagem |
| ---------------------------- | ------ | ------------- | -------------- |
| Teotônio Vilela Filho (PSDB) | 45     | 712.789 votos | 52,7%          |
| Ronaldo Lessa (PDT)          | 12     | 638.762 Votos | 47,26          |

| Partido | Partido | Candidato             | Votos     | Votos (%) |
| ------- | ------- | --------------------- | --------- | --------- |
|         | PSDB    | Teotônio Vilela Filho | 712,789   | 52,74%    |
|         | PDT     | Ronaldo Lessa         | 638,762   | 47,26%    |
| Totais  | Totais  | Totais                | 1 351,551 |           |

## Resultado para Senador
| Candidato                 | Número | Votos   | Em porcentagem |
| ------------------------- | ------ | ------- | -------------- |
| Benedito de Lira (PP)     | 111    | 904.345 | 35,94%         |
| Renan Calheiros (PMDB)    | 151    | 840.809 | 33,42%         |
| Heloisa Helena (PSOL)     | 500    | 417.636 | 16,60%         |
| Eduardo Bonfim (PCdoB)    | 654    | 138.710 | 5,51%          |
| Zé Costa (PPS)            | 234    | 112.921 | 4,49%          |
| Alvaro Vasconscelos (PTB) | 144    | 62.909  | 2,50%          |
| Paulo Nunes (PRTB)        | 287    | 14.229  | 0,57%          |
| Flavio Emilio (PTB)       | 145    | 13.320  | 0,53%          |
| Afonso Lacerda (PRTB)     | 288    | 11.249  | 0,45%          |
| Diógenes Paes (PCB)       | 211    | 0       | 0,00%          |

## Deputados Federais eleitos
Em Alagoas foram nove deputados federais eleitos.

Representação eleita
  PMDB: 2
  PTB: 2
  PSDB: 1
  PSB: 1
  PTdoB: 1
  PP: 1
  PL: 1

| Número | Candidato                     | Votos   | Em porcentagem |
| ------ | ----------------------------- | ------- | -------------- |
| 1515   | Renan Filho (PMDB)            | 140.180 | 9,90%          |
| 1444   | Célia Rocha (PTB)             | 124.504 | 8,80%          |
| 4500   | Rui Palmeira (PSDB)           | 118.363 | 8,36%          |
| 1478   | João Lyra (PTB)               | 111.104 | 7,85%          |
| 4040   | Givaldo Carimbão (PSB)        | 92.268  | 6,52%          |
| 7000   | Rosinha da ADEFAL (PT do B)   | 90.021  | 6,36%          |
| 1111   | Arthur Lira (PP)              | 84.676  | 5,98%          |
| 1599   | Joaquim Beltrão (PMDB)        | 77.832  | 5,50%          |
| 2266   | Maurício Quintella Lessa (PR) | 54.937  | 3,88%          |

Obs.: A tabela acima mostra somente os candidatos eleitos.

## Deputados Estaduais eleitos
Em Alagoas foram vinte e sete deputados estaduais eleitos.

Representação eleita
  PSDB: 6
  PDT: 3
  PMDB: 3
  PT: 3
  PTdoB: 2
  DEM: 2
  PTB: 2
  PPS: 2
  PSC: 1
  PMN: 1
  PRTB: 1
  PTN: 1

| Número | Deputados estaduais eleitos | Partido | Votação | Percentual | Cidade onde nasceu       | Unidade federativa |
| 45000  | Joãozinho Pereira           | PSDB    | 64.080  | 4,57%      | Junqueiro                | Alagoas            |
| 12000  | Isnaldo Bulhões             | PDT     | 44.213  | 3,15%      | Santana do Ipanema       | Alagoas            |
| 70000  | Antonio Albuquerque         | PTdoB   | 43.304  | 3,09%      | Limoeiro de Anadia       | Alagoas            |
| 25800  | Jeferson Morais             | DEM     | 38.043  | 2,71%      | União dos Palmares       | Alagoas            |
| 45678  | Inácio Loiola               | PSDB    | 38.025  | 2,71%      | Canindé de São Francisco | Sergipe            |
| 12777  | Sérgio Toledo               | PDT     | 37.513  | 2,67%      | Maceió                   | Alagoas            |
| 14789  | Marcelo Victor              | PTB     | 37.379  | 2,66%      | Palmeira dos Índios      | Alagoas            |
| 20000  | Thaise de Souza Guedes      | PSC     | 36.804  | 2,62%      | Maceió                   | Alagoas            |
| 70111  | Ricardo Nezinho             | PTdoB   | 35.107  | 2,50%      | Arapiraca                | Alagoas            |
| 45222  | Gilvan Barros               | PSDB    | 34.137  | 2,43%      | Maceió                   | Alagoas            |
| 15555  | Flávia Cavalcante           | PMDB    | 32.618  | 2,33%      | Maceió                   | Alagoas            |
| 14444  | Maurício Tavares            | PTB     | 32.091  | 2,29%      | Maceió                   | Alagoas            |
| 15456  | Olavo Calheiros             | PMDB    | 29.368  | 2,09%      | Murici                   | Alagoas            |
| 45789  | Nelito Gomes de Barros      | PSDB    | 28.081  | 2,00%      | Maceió                   | Alagoas            |
| 45123  | Fernando Toledo             | PSDB    | 27.059  | 1,93%      | Cajueiro                 | Alagoas            |
| 45555  | Edval Gaia                  | PSDB    | 26.889  | 1,92%      | Palmeira dos Índios      | Alagoas            |
| 12333  | Jota Cavalcante             | PDT     | 26.276  | 1,87%      | Pão de Açúcar            | Alagoas            |
| 15000  | Luiz Dantas                 | PMDB    | 25.365  | 1,81%      | Batalha                  | Alagoas            |
| 13500  | Judson Cabral               | PT      | 25.229  | 1,80%      | Aracaju                  | Sergipe            |
| 33000  | Dudu Holanda                | PMN     | 25.171  | 1,79%      | Maceió                   | Alagoas            |
| 23000  | Marcos Barbosa              | PPS     | 24.915  | 1,78%      | Maceió                   | Alagoas            |
| 25000  | Temóteo Correia             | DEM     | 24.756  | 1,76%      | Anadia                   | Alagoas            |
| 28888  | Almir Lira                  | PRTB    | 22.027  | 1,57%      | Feira Grande             | Alagoas            |
| 13000  | Ronaldo do INSS             | PT      | 19.862  | 1,42%      | Rio de Janeiro           | Rio de Janeiro     |
| 13123  | Marquinho Madeira           | PT      | 18.897  | 1,35%      | Maceió                   | Alagoas            |
| 19999  | João Henrique Caldas        | PTN     | 17.977  | 1,28%      | Maceió                   | Alagoas            |
| 23111  | Severino Pessôa             | PPS     | 16.206  | 1,16%      | Arapiraca                | Alagoas            |

Obs.: A tabela acima mostra somente os candidatos eleitos.